# 杜爾塞農布雷德庫爾米
杜爾塞農布雷德庫爾米（西班牙語：Dulce Nombre de Culmí），是洪都拉斯的城鎮，位於該國西部，由奧科特佩克省負責管轄，始建於1898年6月30日，面積2,925.03平方公里，海拔高度444米，2001年人口22,599，人口密度每平方公里7.73人。
15°7′N 85°31′W / 15.117°N 85.517°W